# Shaolin
O Templo Shaolin é um famoso mosteiro budista localizado na vertente ocidental do monte Song (Sung Chan), na província de Henan, na República Popular da China. Nele, viveu, no século VI, o 28.º patriarca budista (e primeiro patriarca zen-budista), Bodhidharma. No templo, Bodhidharma criou o estilo chan (zen) do budismo, bem como o estilo shaolin de kung fu.

## Etimologia
Shaolin, traduzido do chinês, significa "espessa floresta da montanha Shaoshi" (a montanha Shaoshi é uma das duas que formam o monte Song) ou "jovem floresta".

## História
O templo Shaolin foi construído em 495 pelo imperador Xiaowen da dinastia Wei do Norte (386-557) para abrigar o mestre indiano Batuo (Buddhabhadra), que veio a ser o primeiro abade do mosteiro. Nesta época, muitas pessoas se converteram ao budismo, não tanto pela religião em si, mas mais para fugir das obrigações para com o imperador, pois as leis da época permitiam, aos convertidos, seguir apenas a Buda e à espiritualidade. Já existiam traços de marcialidade entre os monges budistas. Esses traços se tornaram fato em 520 com a chegada do monge indiano Bodhidharma, também conhecido como Ta Mo, em chinês, e Daruma Taishi, em japonês. 
Bodidarma passou nove anos meditando na caverna do pico Wuru, atrás do mosteiro. Visando a fortalecer os monges, que estavam debilitados devido às longas horas meditando, Bodidarma lhes ensinou exercícios que se tornariam a arte marcial do kung fu shaolin. Bodidarma também lhes ensinou técnicas de meditação que viriam a constituir a escola chan de budismo.
Os treinamentos no templo eram bem severos, com várias horas de meditação e treinamentos de luta, o que tornava, os monges, armas com total domínio da mente e do corpo. Tudo começava com crianças entre sete e doze anos esperando por dias na frente do portão do templo. As que ficavam, então, depois de entrar, passavam por vários testes de comportamento, paciência e humildade.
A época de ouro do mosteiro foi durante a dinastia Tang (618-907). No início do século VII, um grupo formado por treze monges do mosteiro salvou o futuro imperador da dinastia Tang, Li Shimin. Em recompensa, quando este alcançou o poder, efetuou generosas doações ao mosteiro.
Em 1733, os Manchus, que já haviam invadido a China e tentado invadir o templo anteriormente, conseguiram subornar um monge e este traidor envenenou a água e incendiou o templo, dando a oportunidade para os Manchus de destruírem o templo. Deste episódio, apenas sobreviveram cinco mestres (Cheen Sin, Fung To Tak, Mui Hin, Ng'Mui e Pak Mey) e quinze discípulos (entre eles, Hung Hee Kung, Luk Ah Choy, Fong Sai Yuk, Tse Ah Fook, Fong Weng Chun e Tsung Chin Kun), que se espalharam e começaram a treinar, secretamente, pessoas escolhidas na multidão.
No final da década de 2000, o abade Shi Yongxin, que havia sido empossado em 1999, começou a autorizar a abertura de filiais do mosteiro fora da China continental. As filiais são dirigidas por monges Shaolin e visam a difundir a cultura Shaolin pelo mundo.
Em 2010, o mosteiro e sua "Floresta de Pagodes" foram declarados Património Mundial pela UNESCO como parte dos "Monumentos Históricos de Dengfeng".
Ao longo da história, o mosteiro passou por sucessivas destruições e reconstruções. Ele funciona até hoje. Hoje, a China é repleta de fatos históricos que mostram a influência dos monges Shaolin nas artes marciais, no uso de ferramentas de trabalho como armas brancas, em terapias e em movimentos religiosos e políticos.

## Os cinco mosteiros Shaolin
Segundo a lenda, existiram cinco mosteiros Shaolin: o de Honan, o de Fukien, o de Kwangtung, o de Wutang e o de O Mei Shan (ou o de Ngor Mee).

## As Dez Normas Budistas
O monge Shaolin Kwok Yuen, que teria vivido entre as dinastias Yuan e Ming, ampliou os dezoito exercícios originais de Bodidarma para 108 catis, dividindo-os em cinco estilos: serpente, tigre, dragão, leopardo e grou.  Além disso, criou um código filosófico com as seguintes normas:
1 - Treinar ininterruptamente

2 - Usar suas técnicas somente para a defesa pessoal

3 - Respeitar os superiores

4 - Ser honesto e sempre demonstrar cordialidade

5 - Evitar demonstrações de lutas

6 - Nunca ser agressivo ou demonstrar maneiras rudes

7 - Jamais comer carne ou provar bebidas alcoólicas

8 - Conter seus impulsos sexuais

9 - Jamais ensinar técnicas às pessoas que não são budistas

10 - Evitar a cobiça e a agressividade
1 - Treinar ininterruptamente
O treinamento marcial é eterno para o praticante. Treinando sempre, deve buscar o máximo de concentração e precisão, como se cada golpe ou exercício fosse o último a ser dado em sua vida. Por isso, o treinamento é a base da evolução marcial, favorecendo não apenas o desenvolvimento físico e técnico, mas também o condicionamento mental e espiritual do praticante de Kung Fu.
2 – Usar suas técnicas somente para a defesa pessoal
Todos aqueles que praticam e, principalmente, ensinam artes marciais, devem ter, como princípio básico, a não violência. Seus conhecimentos marciais devem ser usados apenas em último caso para defesa pessoal, quando todos os recursos pacíficos estiverem esgotados. Deve-se evitar o exibicionismo, como sendo algo inútil e nocivo. A ideia é ter consciência da própria força, sem necessidade de prová-la a alguém. Deve-se seguir o que ensina o antigo provérbio: "Forte realmente é aquele que vence sem lutar, mesmo possuindo o poder de vencer lutando".
3 – Respeitar os superiores
A importância do respeito aos superiores está bem ilustrada no relato sobre o processo de seleção, admissão e treinamento das crianças no ingresso no templo Shaolin. Seja mestre ou discípulo, o simples fato de ter mais tempo de treino na prática do kung fu fará, da pessoa, alguém a ser respeitada por todos os mais novos. Assim, é preservada a hierarquia centrada no respeito aos mais velhos. Segundo a filosofia marcial dos Shaolins, o idoso é sinônimo de sabedoria e, por isso, deve ser, sempre, respeitado.
4 – Ser honesto e sempre demonstrar cordialidade
A amizade e o respeito para com seus semelhantes são de muita importância para quem pratica o Kung Fu. O praticante deve ter respeito e consideração por todos os seres vivos do planeta — desde os homens até os animais mais inferiores. É dever do praticante respeitar também todos aqueles que têm menos tempo de treinamento.
5 – Evitar demonstrações de lutas
É de importância vital evitar desafios e lutas fúteis, que sirvam apenas ao exibicionismo egoísta e orgulhoso.
6 – Nunca ser agressivo ou demonstrar maneiras rudes
Acima de sua condição física, o homem é um ser moral e social. Por isso, os praticantes de Kung Fu precisam ter consciência de que, quando o praticamos, a sociabilidade e as boas maneiras devem estar sempre presentes. Isso quer dizer, também, que se deve manter afastado de fofocas, de comentários e de pensamentos negativos, preferindo os pensamentos e atos que elevem e proporcionem felicidade a todos.
7 – Jamais comer carne ou provar bebidas alcoólicas
As proibições à ingestão de carne e de bebidas alcoólicas têm origem nas fundamentações religiosas budistas existentes no Templo Shaolin. Não devemos nos esquecer de que estas regras foram feitas para os monges budistas. Entre eles, era estritamente proibido o uso de álcool e de carne. A alimentação deveria observar o princípio budista de jamais matar — o que inclui os animais de cuja carne se pode alimentar. E o álcool era considerado prejudicial porque impede o domínio da mente e o leva a uma dependência viciosa.
8 – Conter seus impulsos sexuais
É preciso lembrar que as normas foram feitas para os monges budistas. Neste caso, em especial, eles não tinham atividades sexuais devido aos votos religiosos. Atualmente, lembra a necessidade de se tomar cuidado com os excessos sexuais, que podem ser fontes de muitos problemas.
9 – Jamais ensinar técnicas às pessoas que não são budistas
Esta regra também se aplicava aos monges do mosteiro Shaolin. Partiam do princípio de que ensinar artes marciais para qualquer um era perigoso, visto que muitos iriam somente se interessar pelo aspecto externo da marcialidade. E, assim, fariam uso indevido dos golpes, muitos deles mortais. Essa questão ainda inspira cuidados na atualidade. A facilidade de acesso aos ensinamentos do Kung Fu trouxe consequências positivas e negativas que devem ser ponderadas.
10 – Evitar a cobiça e a agressividade
A humildade é a base da essência do Kung Fu. Um verdadeiro praticante não se ofende com as críticas, nem se envaidece com elogios.
Tudo isso é passageiro. O equilíbrio está em seguir "pensando como um sábio e agindo como homem humilde".

## Exames
Segundo a lenda, para o aluno se formar como monge Shaolin, ele devia passar por três exames: um exame oral, uma competição entre os alunos, e a prova final: atravessar um corredor com 108 bonecos de madeira movidos mecanicamente que atacavam o aluno. Estes bonecos de madeira teriam sido a origem do mudjong. Depois de atravessar o corredor, o aluno tinha de erguer uma urna com desenhos incandescentes de um tigre e um dragão (ou de um louva-a-deus e uma garça). Os sinais dos dois animais ficariam impressos no antebraço do agora monge para sempre.